# Chacaltaya

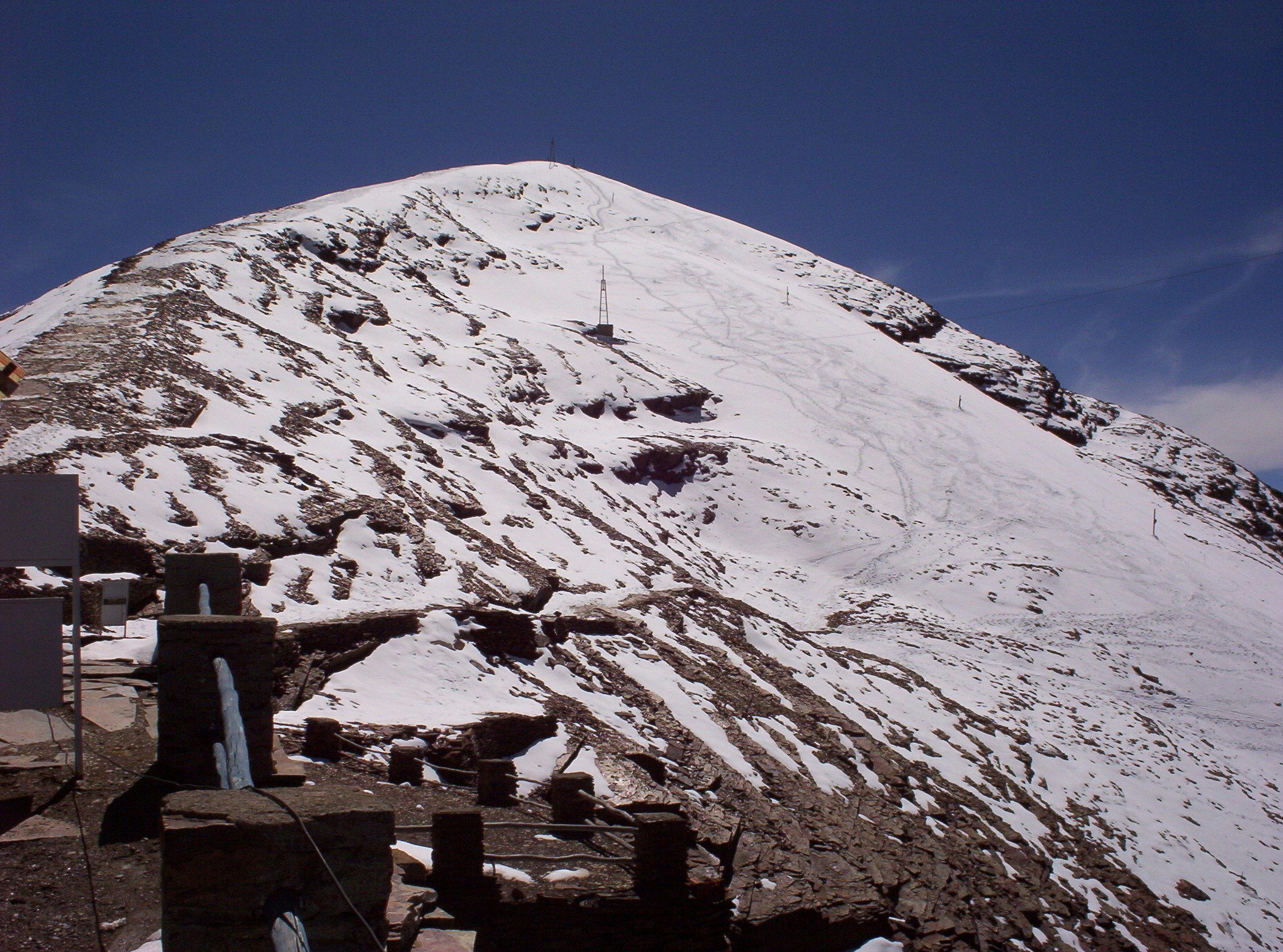
Vedere a gheţarului Chacaltaya, 2002

Chacaltaya (în limba aimara înseamnă "drum rece") este un munte din Bolivia situat în Cordillera Real, unul din lanțurile muntoase din Cordillera Oriental, care face parte din Anzii Bolivieni.

## Date generale
Altitudinea sa este 5421 de metri. Ghețarul de pe Chacaltaya, care are 18.000 de ani vechime, a avut în 1940 o suprafață de 0,22 km ², suprafața sa s-a redus la 0.01 km ² în 2007 și a dispărut complet până în 2009. Jumătate din topirea sa a avut loc înainte de 1980 (măsurată în volum). Topirea sa, după 1980, s-a produs din cauza lipsei precipitațiilor și din cauza fazei calde a El Niño, toate aceste fenomene au dus la dispariția sa finală în 2009. Ghețarul a fost unul dintre ghețarii aflați la cea mai mare altitudine din America de Sud, situat la aproximativ 30 km de la La Paz, lângă Muntele Huayna Potosí. S-a afirmat că acest ghețar a scăzut semnificativ în dimensiuni ca urmare a schimbărilor climatice. Este încă un punct de dezbatere dacă topirea a fost cauzată de încălzirea globală sau de o variație naturală în climatul local din jurul Chacaltaya.

## Zona de schi

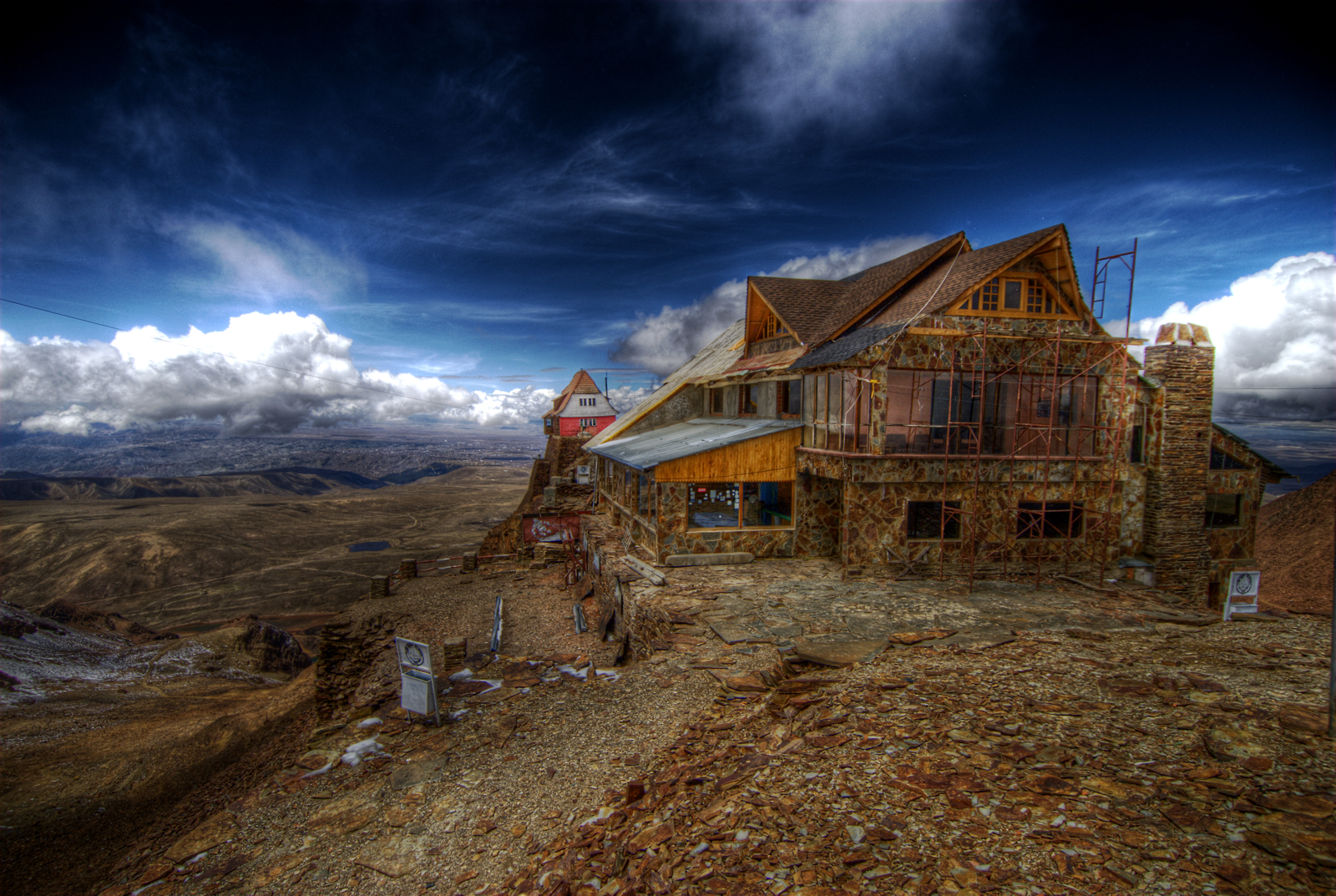
Staţiunea de schi Chacaltaya, 2007

Ghețarul de pe Chacaltayaa servit numai ca stațiune de schi în Bolivia. A fost stațiunea deservită de un teleferic aflată la cea mai mare altitudine din lume, a fost cea mai nordică zonă de schi din America de Sud, precum și stațiunea de schi aflată cel mai aproape de zona ecuatorială. Teleschiul a fost primul construit în America de Sud, a fost construit în anul 1939 folosind un motor de automobil, acesta a fost rapid și dificil, acum este inoperabil. Drumul care se oprște la 200 de metri de vârf  este un drum îngust, de asemenea, construit în anii 1930. În mod tradițional, din cauza vremii reci extreme, teleschiul operează exclusiv la sfârșit de săptămână din noiembrie până în martie. Schiatul pe ghețar vara nu mai este posibil ca urmare a topirii neașteptat de rapide a ghețarului. Începând din 2009, schiul este limitat la o întindere de 180 m, care primește, uneori, căderi de zăpadă suficiente pentru o tură în timpul iernii. Muntele este, de asemenea, popular pentru alpiniștii amatori, mai ales și pentru drumul menționat mai sus care se oprește la numai 200 de metri de vârf.

## Observatorul

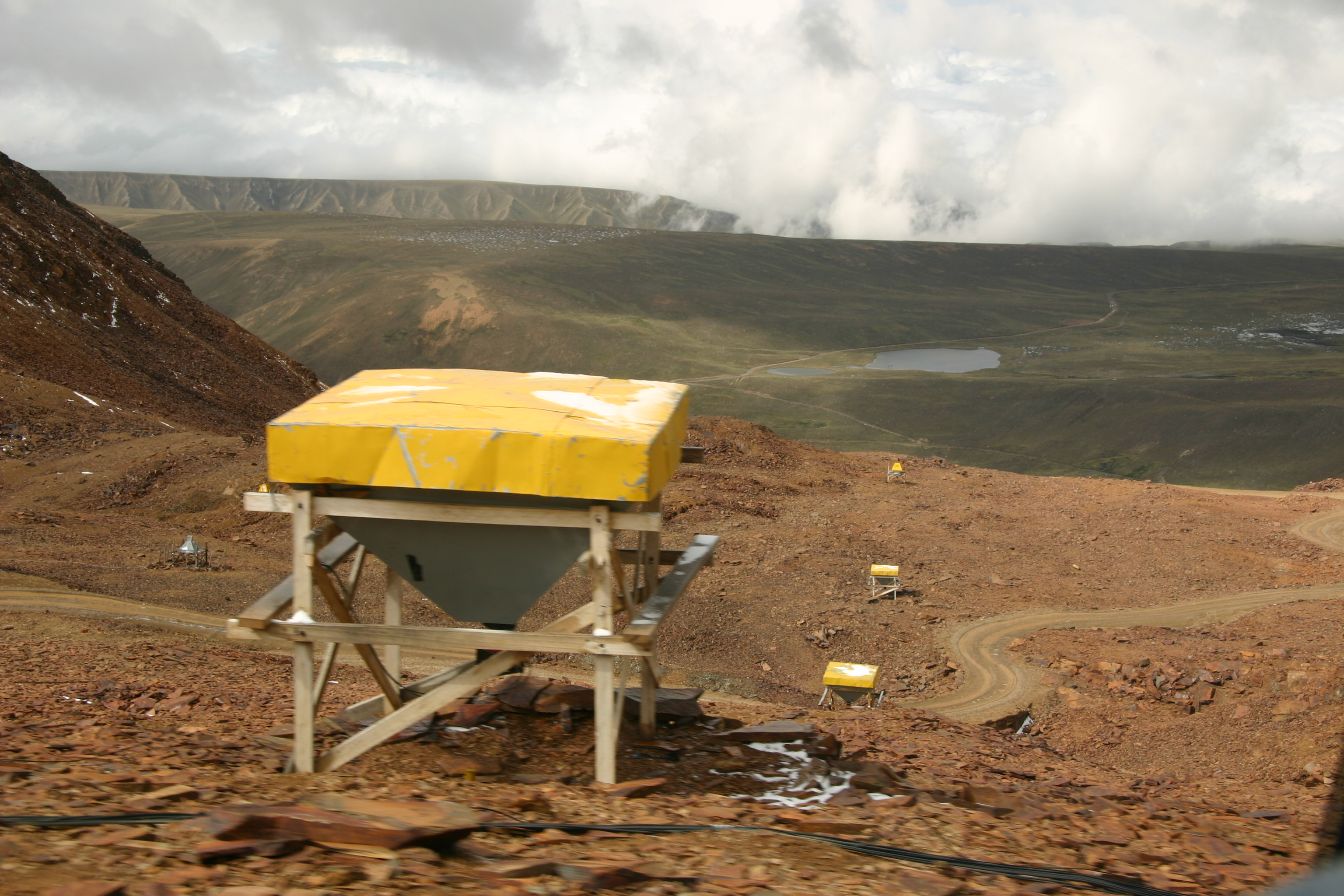
Detector de particule la Observatorul Chacaltaya, 2007

Situat la 5220 m, Observatorul de Fizică Cosmică Chacaltaya (Observatorio de Física Cósmica) este operat în colaborare cu alte universități din întreaga lume. Este un loc important pentru cercetare razelor gamma.